# François Sainte
François Antoine Sainte (Herstal, 20 januari 1900 - Brûly, 11 november 1960) was een Belgisch volksvertegenwoordiger.

## Levensloop
Sainte was gemeenteonderwijzer. 
Hij werd gemeenteraadslid en schepen van Luik.
In 1932 werd hij verkozen tot socialistisch volksvertegenwoordiger voor het arrondissement Luik en bleef dit mandaat vervullen tot in 1948.